# Anita Palmero
Pour les articles homonymes, voir Palmero.
Anita Palmero (13 septembre 1902 - 11 janvier 1987) est une chanteuse de cabaret et de tango et actrice espagnole. Surnommée la Cancionista nacional, elle a connu le succès en Argentine.

## Enfance
Née à Ronda, province de Málaga, en Espagne, elle y grandit avec ses quatre sœurs. Son père, Manuel Rojas Palmero, est électricien de théâtre, ce qui la met en contact dès son plus jeune âge avec le monde artistique. Sa mère meurt en 1917 alors que la famille a déménagé à Casablanca pour des raisons financières.

## Carrière
En 1925, elle se produit au théâtre Romea de Madrid avant de faire une tournée au Mexique et à Cuba. En 1929, elle chante Botarate dans Mosaico criollo, un film de Comminetti Edmo, qui est le premier chant de tango au cinéma.

## Chansons
- Botarate
- Sentencia gitana
- Bigotito
- Burrero seco
- Encantadora
- Ilusión marina
- Reza por mí
- Negrita, quiere café?
- El pasodoble
- El niño de las monjas
- Al mundo le falta varios tornillo
- Andate
- Fumando espero
- Piedad
- Marioneta
- Te acordás de aquella vidalita?
- Caperucita
- A La comadreja
- Hasta que ardan los candiles
- Levanté los ojos para ver el cielo
- Bajando la serranía
- A Escribile al comisario
- Churrasqueando
- El que con chicos se acuesta
- La mentirosa
- Te piantaste? Buena suerte!
- La carrera de sortija
- Viejo ciego
- Para qué vivir
- Naipe Marcado

## Filmographie
- 1929 : Mosaïque criollo
- 1949 : Fúlmine
- 1950 : El ladrón canta boleros
- 1954 : Misión en Buenos Aires